# Infam (Film)
Infam ist ein US-amerikanisches Filmdrama von William Wyler nach dem Theaterstück Kinderstunde (The Children’s Hour) von Lillian Hellman, das 1961 in Schwarzweiß gedreht wurde.

## Handlung
Die beiden jungen Lehrerinnen Karen Wright und Martha Dobie haben miteinander in Neuengland eine kleine exklusive Privatschule für Mädchen aufgebaut, die gerade anfängt, sich zu rentieren. Die beiden sind seit ihrer Jugend Freundinnen und haben auch zusammen studiert. Karen Wright ist seit zwei Jahren mit Joe Cardin verlobt, einem jungen Assistenzarzt und Geburtshelfer in einem nahegelegenen Krankenhaus. Mit in der Schule lebt auch Marthas Tante Lilian Mortar, eine frühere Schauspielerin, die den Mädchen vorwiegend Anstandsunterricht erteilt, ansonsten aber zu nicht viel nutze ist, weshalb sie hinter ihrem Rücken den Beinamen „die Herzogin“ verliehen bekommen hat.
Zu den etwa zwanzig Schülerinnen gehört unter anderem Mary Tilford, die von ihrer Großmutter auf die Schule geschickt wurde. Mary drangsaliert die anderen Schülerinnen und stiftet beständig Unruhe. Zum Eklat kommt es, als Mary durch gezielt eingesetzte Andeutungen das Gerücht aufbringt, zwischen Karen Wright und Martha Dobie bestehe ein Liebesverhältnis. Zunächst erscheint der Großmutter dies als abwegig, dann glaubt sie die Anschuldigung doch. Die alte Dame informiert daraufhin sämtliche Eltern; diese nehmen noch am selben Tag ihre Kinder von der Schule. Karen und Martha stehen vor dem Nichts. Von einem der Väter erfährt Karen schließlich den Grund für das Verhalten der Eltern.
Die beiden Frauen suchen die alte Mrs. Tilford auf und werden dabei von deren Neffen Joe Cardin unterstützt. Im Gespräch erscheint Mary zuerst als Lügnerin; als sie aber ein anderes Kind dazu zwingt, ihre Behauptungen zu bestätigen, erscheint die Geschichte tatsächlich glaubhaft. Es kommt zu einem Verleumdungsprozess, den Wright und Dobie prompt verlieren, auch weil Dobies Tante Lily, die sich inzwischen wieder der Schauspielerei zugewandt hat, trotz Vorladung nicht vor Gericht erschienen ist, um ihre Nichte zu entlasten. Auf einer im Streit dahingeworfenen Bemerkung Mortars, sie halte das Verhältnis zwischen den beiden für „ganz unnatürlich“, ging die Verleumdung unter anderem zurück.
Infolge des nun allgemein bekannten Skandals trauen Karen und Martha sich nicht mehr, sich in der Öffentlichkeit zu zeigen, sondern leben allein in der verlassenen Schule. Lediglich Joe hält noch zu den beiden Frauen, obwohl ihm vom Klinikvorstand nahegelegt wird, entweder seine Beziehung zu Karen Wright aufzugeben oder aber die Stellung am Krankenhaus. Er möchte Karen auch weiterhin heiraten und mit ihr und Martha die Stadt verlassen. Karen jedoch hat mittlerweile Zweifel, ob er auch wirklich glaubt, dass die Geschichte vom Liebesverhältnis nicht wahr sei und ob sie vor diesem Hintergrund mit ihm leben könne. Infolge dieser Zweifel löst sie das Verlöbnis. Als Karen dies Martha mitteilt, gesteht ihr Martha, dass sie Karen tatsächlich liebe und Marys Lüge lediglich das Körnchen Wahrheit an der Geschichte zum Vorschein gebracht habe. Das Wissen darum scheint ihr unerträglich.
Am Morgen nach diesem Gespräch erscheint Mrs. Tilford, die mittlerweile erfahren hat, wie es sich tatsächlich verhielt. Sie bittet die beiden Frauen um Verzeihung, die ihr nicht gewährt wird. Als Karen, die mittlerweile entschlossen ist, mit Martha die Gegend zu verlassen, um woanders noch einmal neu anzufangen, das Haus zu einem kurzen Spaziergang verlässt, nimmt diese sich in ihrem Zimmer das Leben.
Bei Marthas Beerdigung ist Karen alleine mit Tante Lily am Sarg und spricht den 121. Psalm. Joe, Mrs. Tilford und andere Bewohner des Ortes warten in einigem Abstand auf dem Friedhof. Nachdem Karen sich an Marthas Sarg verabschiedet hat, verlässt sie den Friedhof und geht dabei an allen anderen vorbei, ohne sie – auch nicht Joe, der offenbar auf eine Reaktion wartet – eines Blickes zu würdigen und geht, ruhig und abgeklärt erscheinend, in ihre ungewisse Zukunft hinein.

## Hintergrund
Das Theaterstück The Children’s Hour von Lillian Hellman hatte 1934 am Broadway Premiere und war der erste große Erfolg der jungen Schriftstellerin. Das Stück basiert auf einem Ereignis in Schottland im Jahre  1809 und die Handlung spielt auch dort, wurde aber für den Film in die Vereinigten Staaten verlegt. William Wyler hatte den Stoff schon einmal 1936 unter dem Titel These Three verfilmt und Lillian Hellman das Drehbuch geschrieben. Wyler musste jedoch auf Drängen des Filmstudios United Artists, das aufgrund der Thematik lesbischer Liebe ein Verbot befürchtete, so viele Änderungen am Drehbuch vornehmen, dass er 1961 behauptete, dass dieser Film die erste Version von The Children’s Hour sei. Miriam Hopkins spielte in beiden Versionen: 1936 war sie als Martha Dobie zu sehen und 1961 als deren Tante Lily Mortar. In weiteren Rollen spielten 1936 Merle Oberon (Karen Wright), Joel McCrea (Joe Cardin) und Alma Kruger als Mrs. Tilford.

## Kritiken
„Ein zehnjähriges Mädchen beschuldigt in einer Mischung aus Naivität und Bösartigkeit seine beiden jungen College-Lehrerinnen der lesbischen Liebe. Wyler zeigt auf, wie das Zusammenwirken von individuellen Konflikten mit gesellschaftlichen Vorurteilen eine verheerende Auswirkung haben kann.“

„Dank der brillanten darstellerischen Leistung von Audrey Hepburn und Shirley MacLaine gerät Wylers pointiert inszenierter Film zu einer ebenso spannenden wie vielschichtigen Auseinandersetzung um gesellschaftliche Vorurteile – auch wenn das Wort lesbisch hier nicht vorkommt. Dieses Werk endet im Gegensatz zur ersten Filmversion ohne erzwungenes Happy-End.“

## Auszeichnungen
Shirley MacLaine wurde für ihre Darstellung 1962 für einen Golden Globe Award als beste Schauspielerin nominiert. Der Film erhielt zudem insgesamt fünf Oscarnominierungen in den Kategorien „Beste weibliche Nebenrolle“ (Fay Bainter), „Beste Kamera“ (Schwarz-Weiß), „Beste Ausstattung“ (Schwarz-Weiß), „Beste Kostüme“ (Schwarz-Weiß) und „Bester Ton“. 1962 wurde Shirley MacLaine mit dem Laurel Award ausgezeichnet.